# Фантом (фильм, 1996)
«Фанто́м» (англ. The Phantom) — приключенческий фильм с элементами боевика и фантастики, вышедший на экраны в 1996 году. В основу фильма положены приключения популярного персонажа комиксов, супергероя Фантома. В главных ролях: Билли Зейн, Кэтрин Зета-Джонс и Кристи Суонсон. Фильм снимался в Калифорнии, Таиланде и Австралии.

## Сюжет
В 1938 году, в джунглях Бенгаллы четверо гангстеров из Нью-Йорка — Квилл, Морган, Стайлс и Брин — а также их проводник, мальчишка по имени Зак, разыскивают некрополь племени Туганда. Обнаружив огромную пещеру, бандиты находят серебряный череп, один из черепов Туганды. Гангстеры, услышав звук бьющихся барабанов, спешно грабят некрополь и уходят. Некий борец с «пиратством, жадностью и жестокостью во всех их проявлениях» Фантом, «Ходячий Призрак», бессмертен и является стражем Бенгаллы уже более 400 лет, устремляется в погоню за негодяями. Квилл и Морган уезжают на грузовике, но Фантом преследует их. По дороге, он дерётся с Квиллом. Гангстер бьёт героя ножом и выпрыгивает из кабины вместе с черепом. Грузовик въезжает на ветхий мост и застревает там. Фантом спасает связанного бандитами мальчишку Зака, а грузовик срывается в пропасть.
На благотворительный вечер в доме семейства Палмеров, на Лонг-Айленде, приезжает дочь четы Палмеров — Диана. От дяди Дэйва, она узнаёт о крупном бизнесмене Ксандре Драксе, претендующего с помощью оккультных сил на власть в США (а в перспективе и в мире). Дэйв собирался вылететь в Бенгаллу, на встречу с капитаном Хортоном — главой «Патруля Джунглей», но после угроз Дракса не решается сделать этого. Диана вызывается лететь вместо него. На её рейс нападает отряд воздушных пиратов под руководством девушки по имени Сала, и похищает молодую журналистку. Узнав об этом от Хортона, Фантом проникает в логово бандитов и, на одном из их гидропланов, спасает Диану.
Вернувшись в Нью-Йорк, Квилл и Сала передают Драксу найденный череп. В это же время, прибывает и Кит Уокер (альтер эго Фантома) и встречается с Дианой. Выясняется, что они старые друзья, познакомившиеся ещё в университете. Случайно, они узнают от друга Дианы Джимми Уэлла о местонахождении второго черепа. В своём штабе, Дракс излагает сообщникам свой план: собрать Черепа Туганды — три артефакта, обладающих огромной силой, и поработить с их помощью мир. После чего, он также отправляется за вторым черепом, в городской музей (англ.). Там он отнимает череп у Уокера, и берёт его вместе с Дианой в плен. Два черепа, собранные вместе, выделяют мощный выброс энергии. Затем лазеры из глаз черепов показывают на карте на стене место, где находится последний череп.
Гангстеры привозят Кита и Диану в штаб-квартиру, где Дракс поручает Квиллу избавиться от Уокера. Но герой сбегает и перевоплощается в Фантома. Дракс выясняет, что координаты, указанные черепами, соответствуют району моря под названием «Воронка Дьявола». Вместе с Салой, Квиллом, Чарли Зефро и Дианой он вылетает туда, но на борт пробирается и Фантом. Злодеи садятся в лагуне не отмеченного на картах острова и плывут в скрытые пещеры — в логово Братства Сенгх. Там на них нападают пираты и берут всех в плен (исключая Фантома). Квилл убеждает разбойников не убивать их, выдавая себя таким же членом Братства. Пираты отводят пленников к своему лидеру, Кабаю Сенгху. Дракс предлагает главарю пиратов разделить с ним власть над миром, но разбойник не настроен торговаться. Он объявляет, что существует ещё один череп, регулирующий силу остальных трёх, и без которого от них нет толку.
Внезапно, появляется Фантом, освобождает Диану и выкрадывает золотой череп. Диана, и перешедшая на их сторону Сала, также дерутся с разбойниками. После недолгой дуэли, пират Кабай Сенгх обезоруживает своего противника, заявляя перед тем как убить, что знает секрет его «бессмертия», но оступается и падает в ров с акулами. Обезвредив остатки пиратской шайки, Фантом, Диана и Сала бегут по убежищу и натыкаются на механизм для пуска торпед, благодаря которому пираты топили суда. Девушки спускаются в небольшую подлодку, которую герой должен запустить, чтобы выбраться из логова разбойников. Дракс пытается убить Фантома, но луч из кольца Фантома провоцирует мощный взрыв. Герой спасается, ухватившись за конец цепи, прикреплённой к подлодке, а пиратское логово взлетает на воздух. На некотором удалении от острова, друзья наблюдают за извержением островного вулкана.
Оказавшись в своём убежище, Фантом рассказывает Диане историю своего рода, ведущего своё начало от мальчика, чьего отца убили пираты Братства Сенгх, 1-го Фантома. После этого, Фантом подвозит Диану до побережья, где её ждёт самолёт. На прощанье она просит Фантома снять маску, назвав его Китом. Пара целуется, после чего Сала и Диана улетают, а Фантом садится на лошадь и скачет в джунгли.

## В ролях
- Билли Зейн — Кит Уокер / 21-й Фантом
- Кристи Суонсон — Диана Палмер
- Трит Уильямс — Ксандер Дракс
- Кэтрин Зета-Джонс — Сала
- Джеймс Ремар — Квилл
- Дэвид Провэл — Чарли Зефро
- Джозеф Раньо — Реймонд Зефро
- Кэри-Хироюки Тагава — «Великий» Кабай Сенгх
- Билл Смитрович — Дэйв Палмер
- Саманта Эггар — Лили Палмер
- Джон Тенни — Джеймс Веллс
- Радмар Агана Джао — Гуран
- Роберт Колеби — капитан Филипп Хортон
- Патрик Макгуэн — отец Кита / 20-й Фантом
- Кэйси Семашко — Морган
- Аль Руссо — комиссар Фарли
- Леон Рассом — майор Кребс